# جين والتر
جين والتر (بالإنجليزية: Gene Walter)‏ هو لاعب كرة قاعدة أمريكي، ولد في 22 نوفمبر 1960 في شيكاغو في الولايات المتحدة.

## وصلات خارجية
- جين والتر على موقعبيزبول رفرنس.كوم (الدوري الرئيسي) (الإنجليزية)
- جين والتر على موقعبيزبول رفرنس.كوم (الدوري الثانوي) (الإنجليزية)
- جين والتر على موقع مشجعي الرسوم البيانية (الإنجليزية)